# Mobiles Haltungssystem

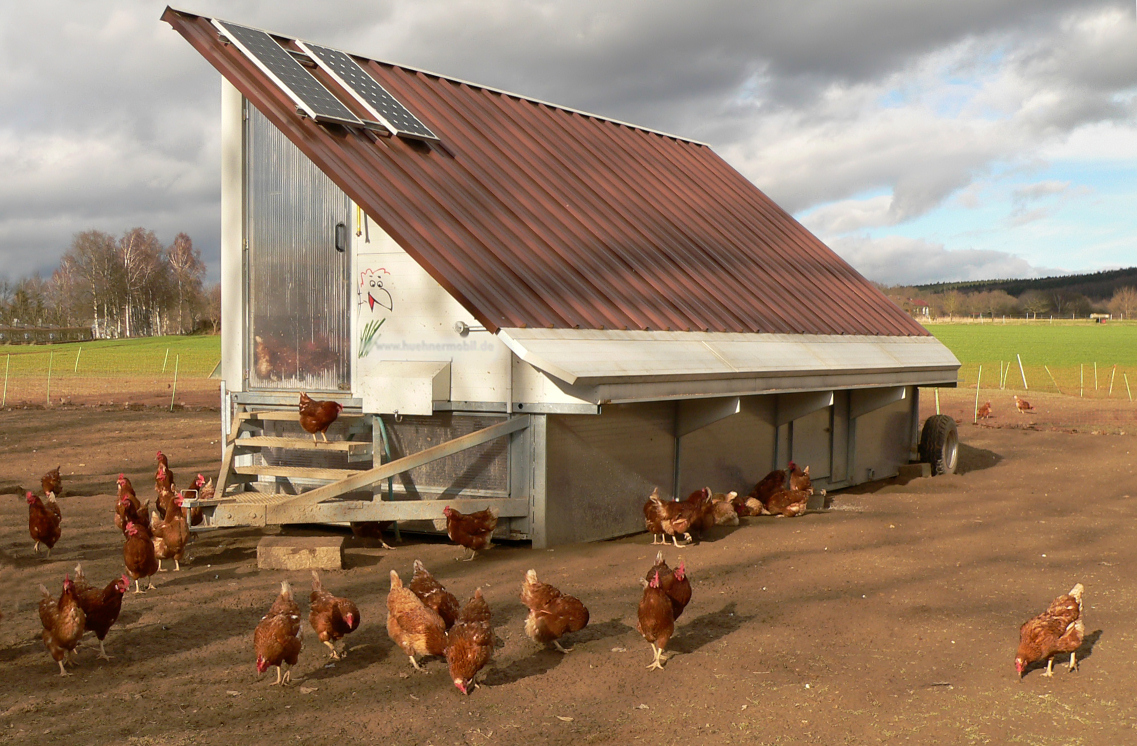
Mobiler Hühnerstall

Ein mobiles Haltungssystem oder auch Mobilstallsystem ist ein vollausgestatteter beweglicher Stall zur ganzjährigen Unterbringung von Nutztieren. Durch regelmäßiges Versetzen der Stallung auf immer frisches Gras werden Verschlammung, Überdüngung und Parasitenanreicherungen stark reduziert.
Da sich diese Weiterentwicklung der stationären Freilandhaltung aufgrund des hohen Schutzbedürfnisses der Tiere besonders für die Hühnerhaltung eignet, gibt es überwiegend mobile Stallsysteme für Legehennen und Masthähnchen.

## Geschichte

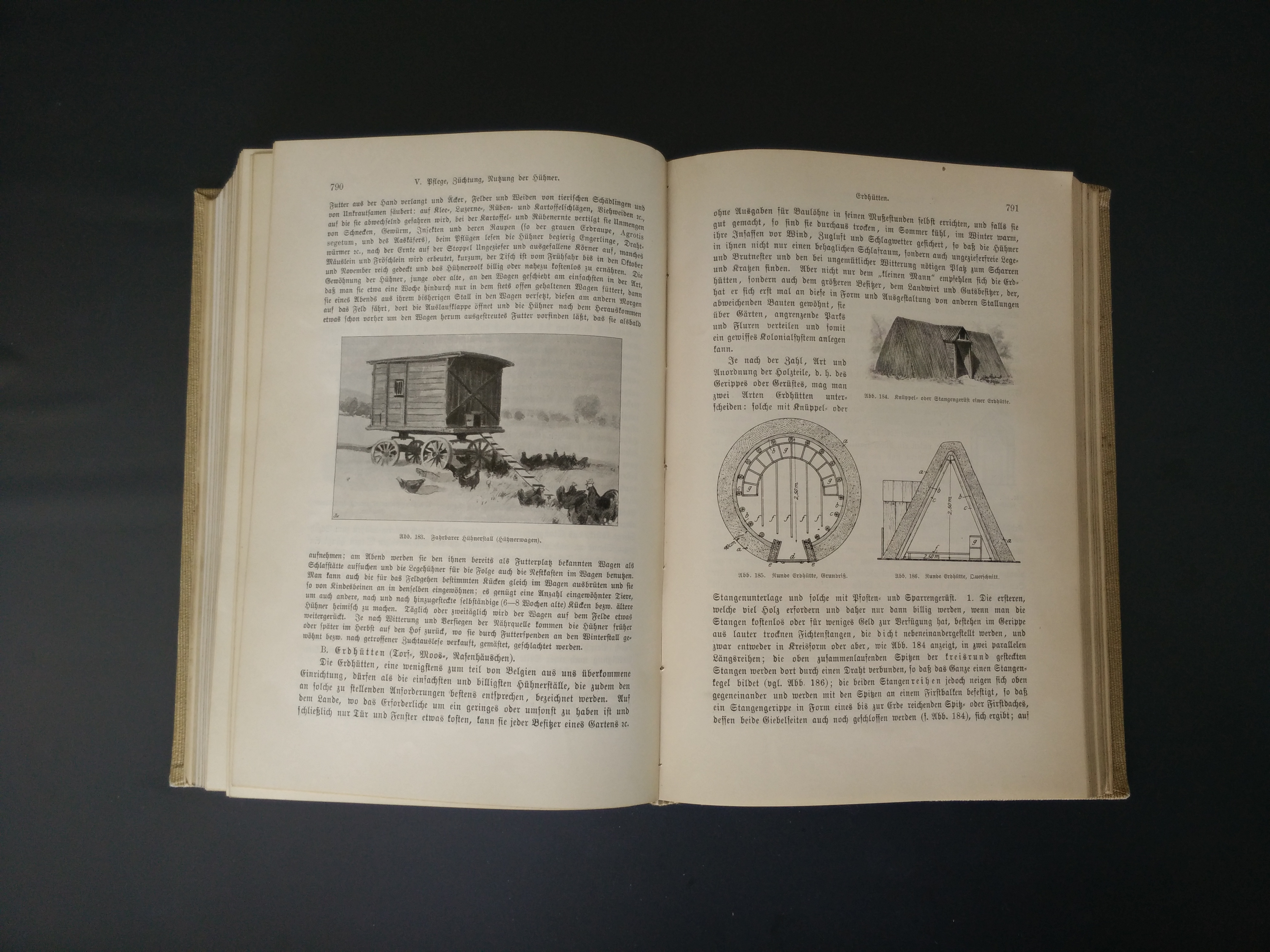
Fachbuch zur Geflügelhaltung von 1886

Das Konzept eines mobilen Hühnerstalls gibt es vermutlich schon einige Jahrhunderte; zumindest werden solche in gesammelten Werken zur Hühnerhaltung schon vor 200 Jahren beschrieben. Damals wurden umgebaute Kutschen oder selbstentwickelte Bauwagen verwendet. Als zwischen den beiden Weltkriegen die wirtschaftliche Stimmung angespannt war und die Menschen besonders auf ihre kostbarste Ressource Nahrung achten mussten, kam der Trend der Hühnertraktoren bei britischen Landwirten auf und die erste Blütezeit der mobilen Ställe begann. Aufgrund des Mangels an Geflügelfutter bot es sich für die Bauern an, ihre Hennen auf die abgeernteten Felder zu schicken. So kam es dazu, dass die Hühnerställe mit Pferden und später mit Traktoren von Acker zu Acker gezogen wurden. Auf den Feldern konnten die Hühner noch einige verlorengegangene Körner, Würmer oder Unkraut finden, wofür die Bauern keine Futterausgaben hatten. Überlieferungen aus der Geflügelzucht zufolge sind die Hühner aus der mobilen Haltung robuster, kräftiger und gesünder als Hühner in festen Stallungen.
Während sich nach dem Zweiten Weltkrieg durch die Industrialisierung der Landwirtschaft der Großteil der Geflügelproduktion durch die zunehmende Technisierung im Laufe der Zeit auf die scheinbar wirtschaftlichere Massentierhaltung spezialisierte, entwickelte die Firma Triangle in Frankreich teilmobile Stallsysteme, in denen Intensivtierhaltung und ein mobiler Stall kombiniert wurden. Der Landwirt Andreas Wördekemper übernahm dieses System und entwickelte es weiter. In den Neunzigerjahren kam bei den Junglandwirten Iris und Maximilian Weiland aufgrund der hohen Parasitenbelastung im Auslauf der Bedarf nach einem vollmobilen Stall für die Nutzung im kleinbäuerlichen Bereich auf. Ein Jahr nach dem Bau des Hühnermobils, des ersten vollmobilen Stallsystems, durch die Firma Weiland, gewann diese 2003 den Förderpreis für ökologischen Landbau.
In den darauf folgenden Jahren begann das Interesse an den mobilen Ställen zu wachsen. Wördekemper erweiterte sein Segment, indem die Firma teilmobile Stallsysteme für Gänse, Kälber und Schweine entwickelte. Weiland hingegen spezialisierte sich auf die Hühnerhaltung und einen erhöhten Mobilitätsanspruch. Immer mehr Landwirte entdeckten in den vergangenen Jahren mobile Stallsysteme für sich, sodass auch weitere Firmen wie farmermobil, Steiner Automation und Rowa die Branche betraten.

## Hintergrund

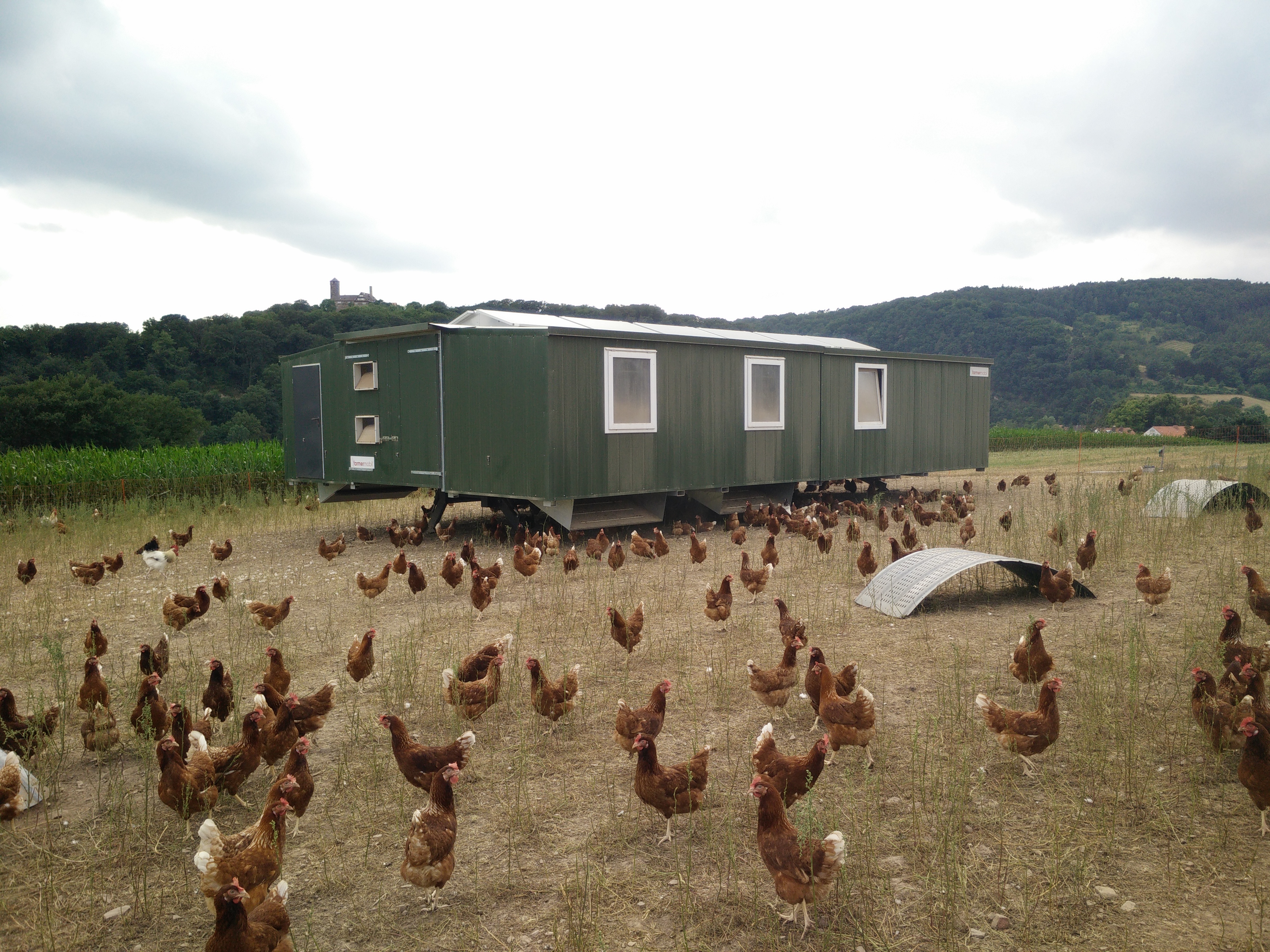
Ein mobiler Hühnerstall für 900 Freilandhennen

In der Freilandhaltung hat jedes Tier einen fest bestimmten Auslaufbereich. Die Verbrauchererwartungen zu diesem Label sind, dass die Tiere viel Platz im Freien haben und genügend Grünauslauf vorhanden ist. Dies entspricht auch den Bedürfnissen der Hennen. Da Haushühner als Nachfahren der Bankivahühner ein erhöhtes Schutzbedürfnis haben, bleiben sie immer im stallnahen Bereich. Dies führt dazu, dass nach wenigen Tagen der gesamte Auslaufbereich plattgetreten und zugekotet ist. Durch die starke Überdüngung kommt es zu einer erhöhten Parasitenbelastung und einer Zerstörung der Grasnarbe. Folgen davon sind eine zu hohe Nitratbelastung des Bodens, aber auch infektiöse Erkrankungen sind dadurch, insbesondere in der herkömmlichen Hühnerhaltung, keine Seltenheit. Ein Lösungsweg für diese Probleme ist das häufige Versetzen des Stalles.

## Teilmobile Stallsysteme
Als teilmobil bezeichnet man versetzbare Ställe zur Unterbringung von Nutztieren, die sich ohne vollständige Demontage versetzen lassen. Teilmobile Systeme stehen auf Kufen oder Stützen. Sie können in der Regel nicht autark betrieben werden. Bei teilmobilen Ställen ist daher meist ein fester Anschluss für Wasser, Futter und Strom notwendig.
Im Gegensatz zu vollmobilen Stallsystemen müssen teilmobile Stallsysteme auf zusammenhängenden Flurstücken in einer Ebene mit geringer Neigung stehen. Aufgrund dieser Einschränkungen in der Mobilität werden teilmobile Ställe meist nur ein bis fünf Mal jährlich versetzt, auch wenn ein häufiges Umsetzen aufgrund der hohen Tierzahlen besonders notwendig wäre, um die entsprechenden Synergieeffekte nutzen zu können. Ein großer Teil der Landwirte mit teilmobilen Ställen für die Hühnerhaltung setzt diesen nur einmal jährlich beim Einstallen um. Dadurch kommen die jungen Legehennen zwar nicht mit den belastenden Parasiten der Vorjahre in Kontakt, allerdings ist die Grasnarbe nach wenigen Wochen vollständig zerstört, und die Hennen laufen in ihrem eigenen Kot.

## Vollmobile Stallsysteme

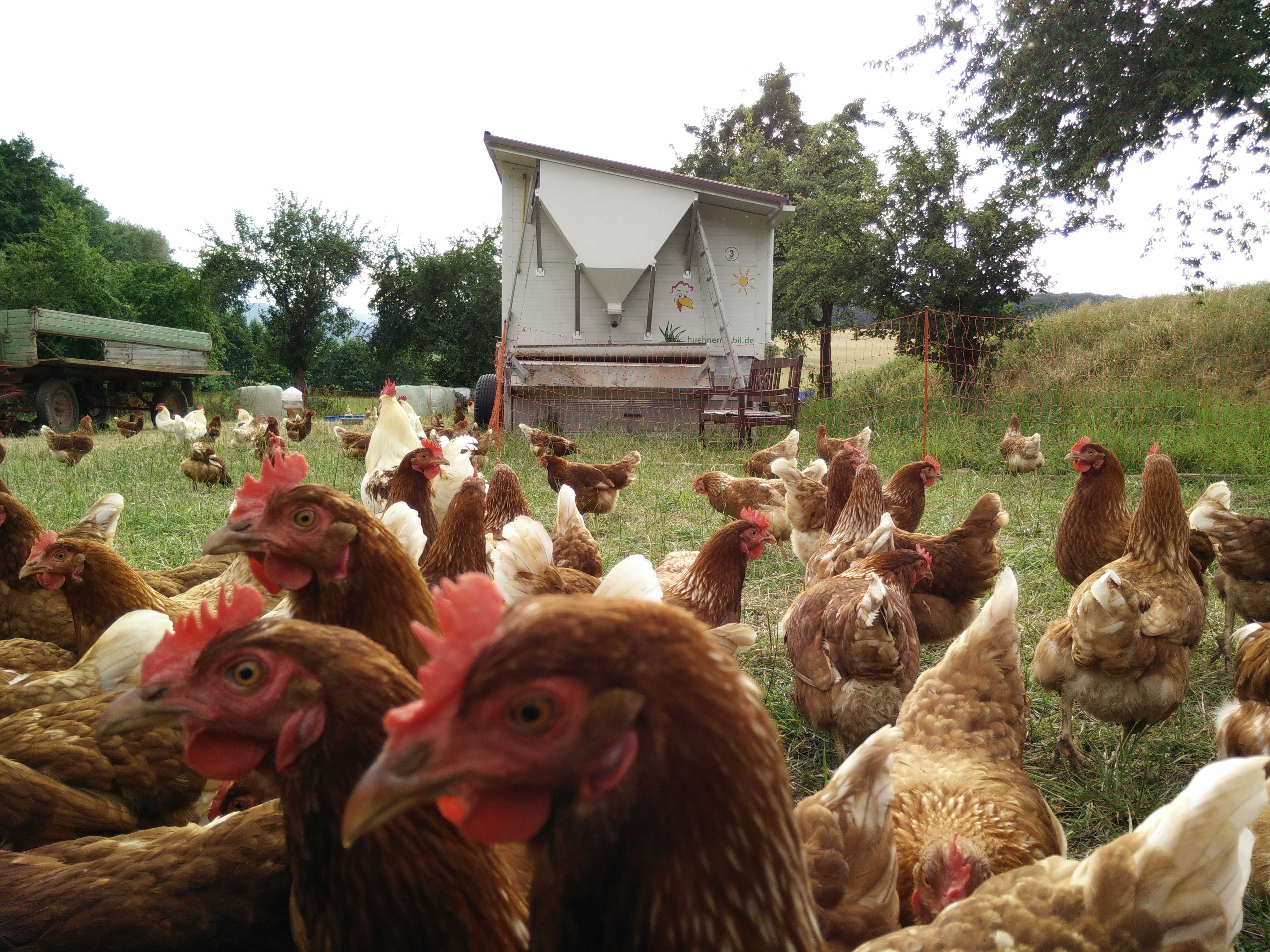
Hühner vor einem vollmobilen Stallsystem

Als vollmobil bezeichnete Ställe lassen sich innerhalb von wenigen Minuten versetzen, und sie sind als komplett autarkes System ausgelegt. Vollmobile Stallsysteme werden alle 10 bis 14 Tage versetzt, damit sich die Vegetation unter und um den Stall herum schnell und ohne Nachsaat erholen kann. Bei schlechten Wetterverhältnissen sollten vollmobile Ställe spätestens alle vier bis sechs Wochen versetzt werden.
Eine hohe Mobilität wird erreicht durch gute Fahrwerke, bodenschonende Bereifung und integrierte Wasser-, Futter- und Energiespeicher. Charakteristisch ist eine geschlossene Bodenplatte, durch die gewährleistet wird, dass es auch unter dem Stallsystem zu keiner Zerstörung des Bodens kommt, und die es ermöglicht, den Hennen durch Trockeneinstreu ein artgerechtes Umfeld zu schaffen. Durch das häufige Versetzen der vollmobilen Ställe kommt es zu keiner Parasitenbelastung der Auslaufflächen, und die Grasnarbe wird nicht beschädigt. Im Gegenteil, denn der Kot der Tiere, der durch das Weiterziehen auf verschiedene Weiden, Wiesen und Felder verteilt wird, dient diesen als Dünger.
Die hohe Mobilität führt dazu, dass vollmobile Stallsysteme meistens nur verhältnismäßig kleine Anzahlen von Tieren fassen können. Arbeitswirtschaftlich bedeutet dies im Verhältnis zur Intensivtierhaltung deutlich mehr Arbeit pro Tier für den Landwirt.
Bei Hühnern variiert die Anzahl der Tiere in einem vollmobilen Stallsystem zwischen 200 und 2500 Tieren je nach Hersteller. Was deutlich unter den Tierzahlen einer Intensivtierhaltung liegt, dort sind Gruppen von 3000 bis 6000 Legehennen und 10 000 bis 40 000 Masthähnchen die Regel.

## Auswirkungen auf die Landwirtschaft

### Tierwohl
Mobile Stallsysteme bieten bezüglich des Tierwohls eine große Chance für Landwirtschaft und Tiere. Die Hühner haben aufgrund ständigen Auslaufs genug Bewegung und immer die Möglichkeit zur gesundheitsförderlichen Grünfutteraufnahme.  Der ganzjährige Auslauf fördert die Bildung von Vitamin D und stärkt das Immunsystem der Hennen. Durch stetiges Versetzen des Stalles wird den typischen Defiziten in der Tiergesundheit vorgebeugt, die in der herkömmlichen Freiland- oder Biolandhaltung häufig der Fall sind.
Zu den Bedürfnissen von Hühnern gehören das soziale Zusammenleben in der Gruppe, das Erkunden der Umgebung, Fortbewegung, Ausruhen und Körperpflege in Form von Sandbaden sowie die Futtersuche, die etwa 40 bis 60 Prozent der Tageszeit in Anspruch nimmt. Durch den täglichen Auslauf können in vollmobilen Stallsystemen all diese Bedürfnisse erfüllt werden. Etwa 50 Prozent der Tiere sind im Tagesschnitt draußen, was wiederum die Besatzdichte im Stall verringert.
Durch die beschränkte Größe von vollmobilen Ställen wird der permanente Stress für die Tiere reduziert, und der Landwirt kann eine bessere Übersicht über seine Tiere behalten. Da die Hühner aus vollmobilen Stallsystemen unter geringerem Stresseinfluss stehen und genügend Auslauf haben, kommt es seltener zu Federpicken und die gängige Verstümmelung der Krallen und Schnäbel muss nicht vorgenommen werden.
In mobilen Stallsystemen befinden sich Sitzstangen, welche sowohl den Hennen als auch den Masthähnchen einen natürlichen Ruhebereich bieten. Im Gegensatz zu den meisten Masthühnern aus herkömmlichen Stallungen, müssen die Tiere aus vollmobilen Stallsystemen gegen Ende der Mast nicht in ihren Exkrementen stehen. Die meisten Systeme besitzen Kotbänder, welche die Ausscheidungen regelmäßig entsorgen.
Im Idealfall bietet das Stallsystem den Hennen einen großen Scharrraum und einen zusätzlichen überdachten Außenbereich, damit sie auch bei ungünstigen Wetterbedingungen oder Stallpflicht ihren natürlichen Beschäftigungen nachgehen können. Einige Hersteller haben krallenschärfende Slats, schonende Holzstangen oder tierfreundliche Einstreunester ebenfalls in ihr System integriert.

### Ökologische Aspekte
Wenn mobile Stallsysteme mindestens alle 2 Wochen versetzt werden kommt es nicht zu punktuellen Nitratbelastungen. Die Tiere können sich immer auf anderen Wiesenabschnitten bewegen, dadurch wird ihr Kot auf weiten Flächen verteilt.
Besonders bei Hühnern ist es typisch, dass diese, aufgrund ihres Schutzbedürfnisses, im stallnahen Bereich verweilen. Dies führt zu einer schnellen Zerstörung der Grasnarbe, was wiederum Verschlammungen, Erosionen und Auswaschungen begünstigt. Durch die volle Mobilität der Stallsysteme können die Hennen ihrem Bedürfnis nach Stallnähe nachgehen, ohne dass der Boden darunter leidet. Mit jedem Versetzen wird für eine kurze Zeit ein anderer Abschnitt des Flurstücks belastet. Die Grasnarbe bleibt durch dieses System erhalten, selbst wenn der Stall vegetationsbedingt auch erst nach sechs Wochen versetzt wird.
Systeme mit einer geschlossenen Bodenplatte, sorgen dafür, dass 60 bis 70 Prozent des Kots im Stall bleiben. Untersuchungen an „Hühnermobilen“ haben ergeben, dass die Nährstoffeinträge maximal 65 Kilogramm Nitrat pro Hektar betragen. Der im Auslauf verteilte Kot wird von den Pflanzen direkt für das Wachstum aufgenommen, sodass sich die Grasnarbe durch die Düngeeffekte verdichtet. Die meisten Stallsysteme verfügen des Weiteren über ein Kotband, welches wöchentlich entleert wird, wodurch sich die Geruchsbelastung auf die Umgebung ebenfalls minimiert.
Des Weiteren brauchen die Hennen aufgrund ihrer Grünfutteraufnahme einen 10-30 Prozent kleineren Anteil an Kraftfutter. Da dieses häufig aus Klimaschutz bedenklichen Regionen kommt, kann sich dadurch auch CO2-Bilanz pro Ei verbessern.

### Permakultur und Synergieeffekte

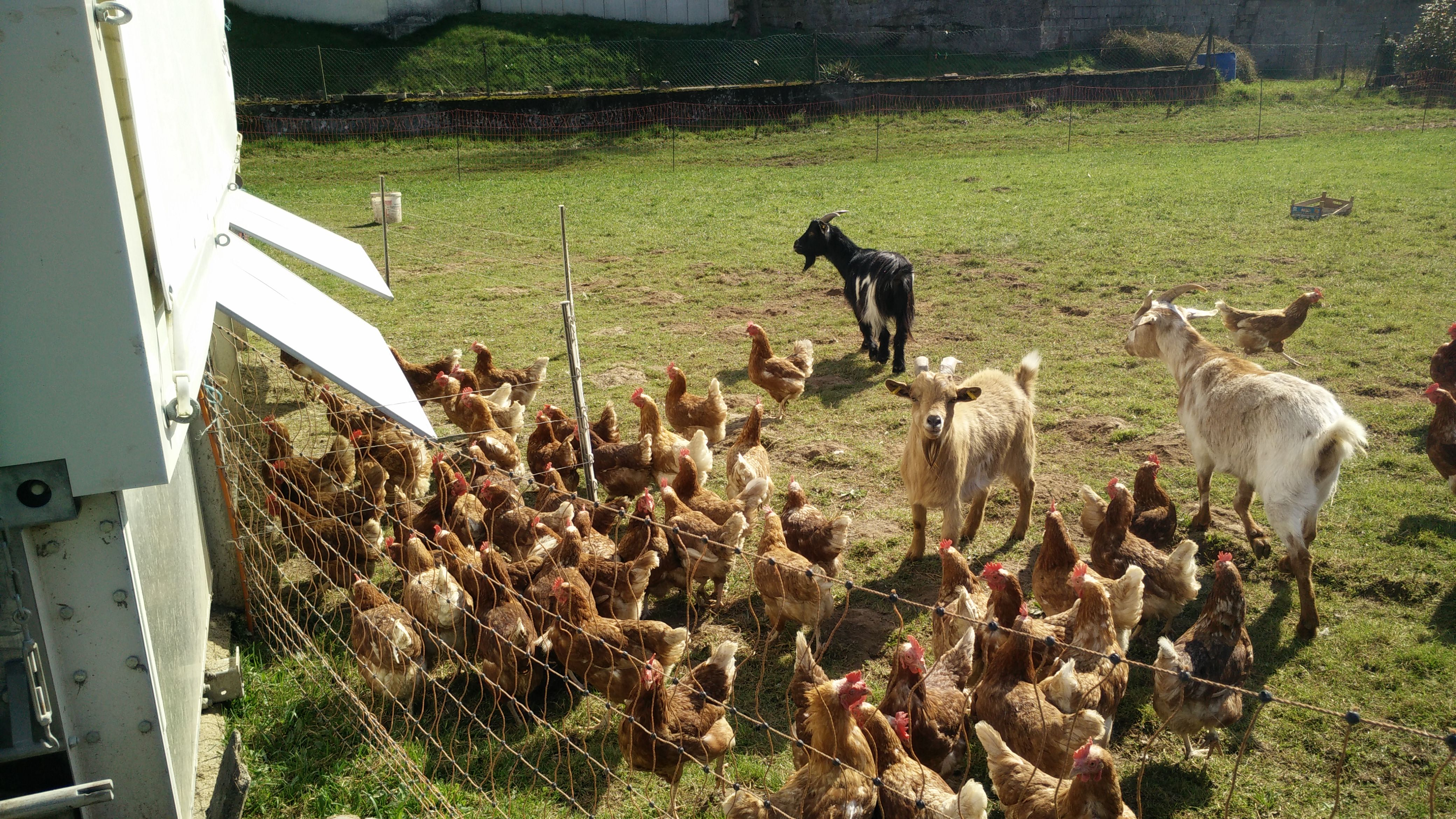
Hühner vor einem mobilen Stallsystem, geschützt vor Greifvögeln durch Ziegen

Der Hauptvorteil vollmobiler Stallsysteme liegt an der Option, sie weiterziehen zu können. Darin liegt auch die größte Verbindung zur Idee der Permakultur. Durch kleine Tiergruppen und stetiges weiterziehen kann die Überlastung der Böden verhindert werden. Die Energie die verbraucht wird, kann über die Photovoltaikanlage wieder aufgeladen werden.
Ställe für Hühner können ideal nach der Ernte auf Felder gefahren werden, sodass die Hennen die Möglichkeit haben, die Reste zu picken. Sie können an den Rand von Obstwiesen gestellt werden, wobei die Hühner die Fläche unter den Bäumen nutzen und sie gleichzeitig düngen. Eine weitere Möglichkeit ist es, sie zu brachliegenden Flächen zu ziehen, so können Wegränder und Gräben bewirtschaftet werden, und die Hühner sorgen für ein gepflegtes Landschaftsbild. Hecken, gestrüppreiche Grundstücke oder Brennnesselfelder sind für Landwirte meist unattraktiv. Für Hühner sind sie aber ideale Lebensräume, die positive Wirkungen auf das Wohlbefinden der Tiere und eine gute Tiergesundheit erwarten lassen. Werden die Hühner kurze Zeit unter Himbeer- oder Brombeerfelder gelassen, lockern sie die Böden und fressen die Schädlinge. Unter bestimmten Bedingungen können die Hennen ideal die Reste verwerten die bei der Lebensmittelproduktion anfallen und sonst in der Biogasanlage oder auf dem Kompost landen würden.
Eine weitere Optimierung, die durch vollmobile Stallsysteme vorgenommen werden kann, ist die Doppelnutzung von Feldern, die zur Mast verwendet werden. So ergänzt es sich beispielsweise ideal, erst die Kühe auf die Wiesen zu schicken und im Anschluss die Hennen die restlichen kürzeren Gräser übernehmen zu lassen. Es besteht auch die Möglichkeit, Ziegen, Schafe und Hühner auf eine Wiese zu stellen, da die größeren Tiere die Verluste durch Greifvögel senken können.

### Qualität der Erzeugnisse
Bisher galt der Grundsatz „Je offener das Haltungssystem, desto höher ist das Risiko von Belastung der Eier durch Arzneimittel oder Umweltkontamination“. Dies liegt daran, dass die Hennen in der herkömmlichen Freilandhaltung im Auslaufbereich in ihren Fäkalien laufen. Durch das wöchentliche Versetzen umgeht man diese Probleme.
Die erhöhte Grünfutteraufnahme sorgt für intensiveren Geschmack der Eier und dafür, dass der höhere Anteil an Karotinoiden sie deutlich gelber werden lässt als herkömmliche Eier. Durch die große Anzahl der antioxidativ wirkenden Karotinoide erhöht sich außerdem der Schutz vor Hautalterung und Hautkrebs.

### Chancen für die Erzeuger
Auf der einen Seite führen die Urbanisierung, die Liberalisierung und die Tendenz zu immer technisierteren Prozessen zu einem Wandel im Agrarsektor, auf den viele Erzeuger mit „wachsen oder weichen“ reagieren. Auf der anderen Seite sorgen regelmäßig Lebensmittelskandale und Tierschutzfragen für Aufmerksamkeit. Dadurch verbreitet sich in der Bevölkerung eine Sehnsucht nach dem Ursprünglichen und Kleinen. Sowohl regionaler als auch emotionaler Bezug zu seiner Nahrung stehen weit oben auf der Präferenzenskala des deutschen Verbrauchers. Aber auch eine artgerechte Haltung, Verzicht auf Gentechnologie und ein hoher Grad an Naturbelassenheit werden zunehmend wichtiger.
Mobile Stallsysteme können abhängig von ihrer Größe und Transparenz diese Wünsche der Verbraucher erfüllen. Verbraucher zahlen durch die garantierte Frische und das Wissen über die Herkunft der Produkte faire Preise. Aufgrund der Zunahme der Nachfrage zu hoher Prozessqualität sind für die Kunden familiäre Unternehmen, die nicht in großem Stil agieren, besonders attraktiv. Eine volle Transparenz im Produktionsablauf ist ebenfalls gefragt. Diese kann leicht erreicht werden, indem man Kunden zum Stall einlädt.
Daher bieten mobile Stallsysteme Landwirten die Möglichkeit, sich ein weiteres Standbein ohne hohes Risiko aufzubauen. Insbesondere kleine und vollmobile Stallsysteme für Hühner bieten den besten Einstieg in die Direktvermarktung und stärken somit die kleinbäuerliche Landwirtschaft. Es kommt zu keiner Abhängigkeit von Großabnehmern und man kann kleine Ställe ohne größere Probleme wiederverkaufen. Zudem gibt es für Landwirte, die ihre Eier „ab Hof“ verkaufen, Sonderregelungen. Diese müssen beispielsweise nicht gestempelt oder gewogen werden.
Aus den Erfahrungsberichten der Hühnerstallbetreiber der Firma Weiland geht hervor, dass durch die Hühnermobile der Absatz weiterer Waren der Direktvermarkter ebenfalls vermehrt erworben werden. Die Geflügelfachfrau Jutta van der Linde vermutet, dass dies an dem hohen Werbeeffekt dieser Form der Freilandhaltung liegt. Dieser ist besonders groß, wenn das vollmobile Stallsystem an der Hofzufahrt oder einer Straße positioniert ist.
Mit einem Selbstversorgungsgrad von Hühnereiern, der seit der Jahrtausendwende bei unter 76 Prozent liegt, ist in vollmobilen Stallsystemen eine große Chance für Erzeuger zu sehen, diese Lücke zu füllen. Trotz des schlechten Images der Eier durch diverse negative Schlagzahlen stieg die Nachfrage dieses Lebensmittels in den letzten Jahren an. Des Weiteren kann durch die zunehmende Zahl von sich vegetarisch Ernährenden damit gerechnet werden, dass diese vermehrt auf hochwertige Eier als Eiweißquelle zurückgreifen.

### Politik und Behörden
Durch steigende Zahlen der Besitzer von mobilen Stallsystemen stehen die Behörden zunehmend mehr der Frage gegenüber, wie sie diese zu bewerten haben. Da ein mobiles Stallsystem weder ein festes Gebäude, noch eine eindeutig einzuordnende landwirtschaftliche Maschine ist, gibt es hierzu keine Standardverfahren, an denen sich die Sachbearbeiter orientieren können. Ein mobiles Stallsystem ist ein Begriff für sich, auf den die Politik in der näheren Zeit eingehen muss, um Probleme zu klären und Klarheit zu schaffen.
Grundsätzlich sehen die meisten Landwirtschaftsminister in mobilen Stallsystemen große Chancen für die Zukunft. Sie versuchen Wege zu ebnen, dass diese behördlicherseits problemlos in Betrieb genommen werden können. Niedersachsen, ein Land mit einem der höchsten Tierdichten Europas, geht bezüglich der Anerkennung der Maschinen in Vorreiterstellung. Mobile Stallsysteme bis 450 Kubikmeter Innengröße sind dort zukünftig baugenehmigungsfrei. Da Niedersachsen schon länger als Vorreiter bei Vereinbarungen aus der Landwirtschaft gilt, lässt sich annehmen, dass weitere Bundesländer folgen.
Mobile Stallsysteme werden aufgrund des besonderen Tierwohls deutschlandweit gefördert. Für besonders tiergerechte Investitionen werden über das Agrarinvestitionsförderungsprogramm (AFP) Zuschüsse von bis zu 40 Prozent gewährt. Des Weiteren werden vollmobile Stallsysteme, die auf so genannten benachteiligten Gebieten verwendet werden, von vielen Bundesländern gefördert.
Aufgabe der Politik wird es, in Betracht des Umweltschutzes und einer nachhaltigen Ökonomie, dieses tierfreundliche System besonders hervorzuheben. Einige Webseiten der Bundesländer haben bereits einen Index erstellt, auf dem die Verbraucher erkennen können, wo sie mobile Hühnerställe finden können.
Der Fall des Biobauern Joel Siegel führte zu erhöhter Aufmerksamkeit, da das Landratsamt Breisgau-Hochschwarzwald sein „Hühnermobil“ als illegal betrachtete. Sie forderten einen Bauantrag mit einem fest eingetragenen Flurstück, welches das Mobil nicht hätte verlassen dürfen.

### Vorgaben der Verbände
Die verschiedenen Verbände honorieren das besonders tierfreundliche System der Mobilställe. In der Regel sind die Haltungsvorgaben der speziellen Stallung angepasst. So erlaubt Demeter bei vollmobilen Ställen beispielsweise eine höhere Besatzzahl und verzichtet auf die Pflicht eines Außenklimabereichs. Bei Bioland ist kein Wintergarten nötig, und sie gestatten ebenfalls eine höhere Zahl an Hennen im Stall.

## Wirtschaftlichkeit und Kosten
Der Arbeitsaufwand ist in mobilen Stallsystemen für Hühnerhaltung höher anzusetzen als in den herkömmlichen Legebetrieben. Das liegt daran, dass niedrigere Tierzahlen pro Stalleinheit möglich sind. Weitere wichtige Ursachen sind, dass häufig zu Gunsten des Tierwohls weniger technisiert ist und ein wöchentlicher Zeitaufwand durch das Umsetzen entsteht. So liegt der Zeitaufwand bei einer Mobilgröße von etwa 250 bis 300 Hennen bei 480 bis 550 Arbeitskraftstunden pro Jahr. Ein zeitlicher Vorteil ist, dass es keine Arbeitsspitzen gibt.
Für die Stallsysteme sind größere Flächen notwendig als in der herkömmlichen Freilandhaltung. Da allerdings von diesen immer nur ein Teil belegt ist, können die Felder doppelt genutzt werden.
Ein weiterer Kostenpunkt sind die verhältnismäßig hohen Anschaffungskosten. Die Stallplatzkosten belaufen sich je nach Hersteller, ob voll- oder teilmobil, ökologisch oder konventionell auf 75 bis 200 Euro
Aufgrund der vermehrten Kosten für die Landwirte ist ein höherer Eierpreis für die Eier aus mobilen Stallsystemen notwendig. Die Erfahrungen der Kunden der Firma Weiland zeigen, dass die Verbraucher bereit sind, diese auch zu bezahlen. Eine Umfrage von mehr als 200 Stallbetreibern aus dem Jahr 2017 hat ergeben, dass die konventionellen Eier der Größe M im Schnitt für 30 Cent verkauft wurden. Damit lagen die Preise aus den vollmobilen Ställen etwa 10 Cent über den Marktpreisen für Freilandeier. Aufgrund von Unklarheiten und Bedenken seitens der Landwirte werden viele Eier allerdings deutlich unter Wert verkauft. Die Firma Weiland empfiehlt ihren Kunden sich nach oben zu orientieren, einige konventionelle Betriebe verkaufen ihre L Eier nicht unter 45 Cent.
Die Ersparnis durch eine richtige Einteilung des Grünauslaufes steht auf der Gegenseite und sollte nicht unterschätzt werden: hier lassen sich bis zu 30 Prozent an Futtermitteln einsparen. Des Weiteren wird der Kot in einigen Mobilstallsystemen aufgefangen und kann als Dünger verkauft werden beziehungsweise bei Eigennutzung zu Kostenersparnissen führen.

## Ethische Aspekte
Artgerecht heißt nach der gesetzlichen Grundlage, dass Tiere nicht ohne vernünftigen Grund verletzt werden, sichere Futtermittel für sie vorhanden sind, Arzneimittel verantwortungsbewusst verabreicht werden und Seuchen bekämpft werden.
Unter den Gesichtspunkten des Tierwohls heißt es, dass die Tiere entsprechend den Bedürfnissen ihrer Spezies gehalten werden. Darin ist in vollmobilen Stallsystemen ein großes Potential zu sehen, da diese bis zu einer gewissen Größe Hühnern alles bieten können, was sie benötigen.
Etwa 71 Prozent der deutschen Masthähnchen haben Probleme beim Gehen und chronische Schmerzen, die zu mehr als 70 Prozent auf Umweltfaktoren wie Schadgase, die Temperatur und die Boden-, Platz-, Einstreu- und Beleuchtungsgestaltung zurückzuführen sind. Durch die Verteilung des Kotes und damit einem großen Teil der Schadgase, genügend Platz und Auslauf und einer Wiese anstelle von Einstreu, lassen sich diese Probleme weitestgehend vermeiden.
Verbraucher, die Masthähnchen oder Hühnereier aus mobilen Stallsystemen kaufen, sollten darauf achten, dass das Stallsystem regelmäßig versetzt wird. Die Herden sollten nicht zu groß sein, da mit zunehmender Gruppengröße die Gefahr von Federpicken und Kannibalismus steigt. Die Hühner sollten ein gesundes äußeres Erscheinungsbild aufweisen und ihre Schnäbel sollten nicht gekürzt sein. Außerdem sollten im Stall genügend Sitzstangen aus krallenfreundlichem Holz vorhanden sein. Im Idealfall verwendet der Landwirt ein vollmobiles Stallsystem ohne Abrollnest, da diese nicht besonders tierfreundlich sind.